# Phineas
Phineas  è un nome proprio di persona inglese maschile.

## Varianti
- Maschili: Phinehas

### Varianti in altre lingue
- Ebraico: פִּינְחָס (Pinchas)[1]
- Greco biblico: Φίνεες (Phinees)[1]
- Latino: Finees[1]

## Origine e diffusione
L'etimologia del nome, così come il suo significato originale, non sono del tutto certi. Potrebbe derivare dall'egizio Pe-nehasi o Panhsj, che significa "dalla pelle scura" o "dalla pelle color bronzo", o "nubiano".
Tuttavia, una volta entrato nella cultura ebraica (nella forma פִּינְחָס, Pinchas), al nome venne attribuito un significato differente, venendo visto come un composto di פֵה (peh, "bocca") e נָהָסה (nahash): quest'ultimo termine significa "serpente", ma anche "conoscere dall'esperienza" o "conoscere da un presagio", o "divinazione", e può anche essere identificata in nehoshet ("rame"), nahush ("bronzo") o nehusha ("rame" o "bronzo"). I significati possibili in questi casi sono dunque "bocca del serpente", "oracolo" o "bocca d'ottone". Alternativamente, in ebraico si sarebbe potuto ricondurre a pana, "girare", "voltare", da cui penima, "verso l'interno", combinato con hasa, "cercare rifugio [in Dio]", "confidare", quindi "voltarsi e nascondersi" o, più in senso lato, "fidarsi del cuore".
Il nome è portato da più personaggi biblici, fra cui spicca Fineas, il figlio del sacerdote Eleazaro, nipote di Aronne; gli altri sono il figlio corrotto di Eli e il padre di un altro sacerdote di nome Eleazaro.

## Onomastico
Non vi sono santi con questo nome, che quindi è adespota; l'onomastico si può festeggiare il 1º novembre, giorno di Ognissanti.

## Persone

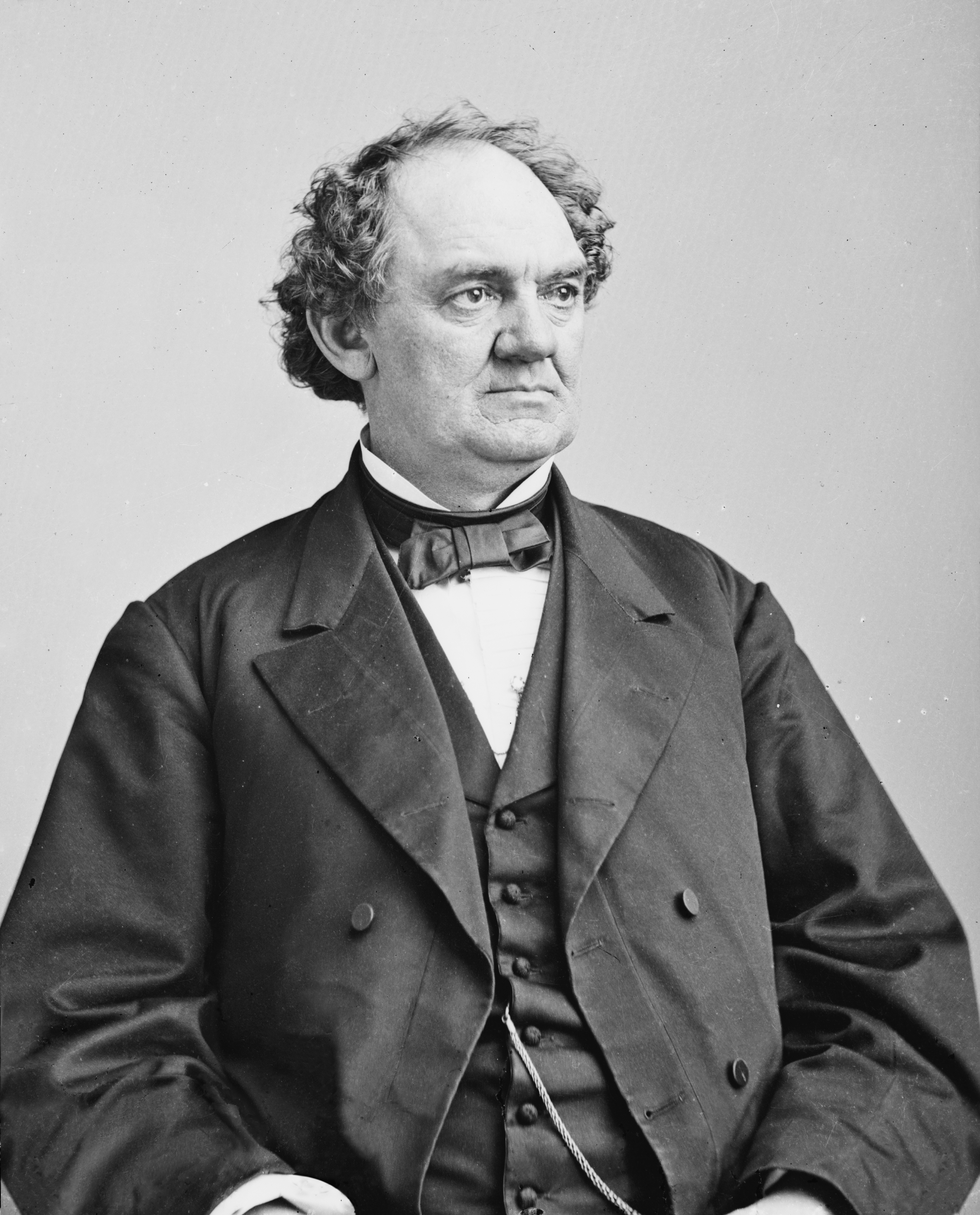
Phineas Taylor Barnum

- Phineas Taylor Barnum, imprenditore e circense statunitense
- Phineas Gage, operaio statunitense
- Phineas Quimby, filosofo e guaritore statunitense

### Varianti
- Phinehas ben Jair, rabbino ebreo
- Pinchas Zukerman, violinista, violista e direttore d'orchestra israeliano

## Il nome nelle arti
- Phineas Flynn è un personaggio della serie animata Phineas e Ferb.
- Phineas Horton è un personaggio dei fumetti Marvel Comics.

Phineas Finn è il titolo di un romanzo di Anthony Trollope, appartenente al cosiddetto Ciclo Politico.